# Студінський Дмитро Віталійович
Дмитро Віталійович Студінський — український військовик.
Народився 15 листопада 1998 року в смт. Озерне Житомирської області. 
Курсант 4 курсу Харківського національного університету повітряних сил імені Івана Кожедуба,  навчався на штурмана.
Загинув 25 вересня 2020 року в авіакатастрофі Ан-26 поблизу міста Чугуїв.

## Нагороди та відзнаки
- медаль «За військову службу Україні» (посмертно, 6 жовтня 2020) — за самовіддане служіння Українському народові, зразкове виконання військового обов’язку[2]